# Marcelo Argañaraz
Marcelo Eduardo Argañaraz (nacido en Granadero Baigorria el 20 de enero de 1979) es un exfutbolista argentino. Se desempeñaba como mediocampista derecho y su debut profesional fue con la camiseta de Rosario Central.

## Carrera
Su debut se produjo en 2001, el martes 5 de junio, en un encuentro ante Racing Club, que el canalla disputó con gran cantidad de juveniles, ya que el equipo se encontraba en México para disputar el jueves siguiente la semifinal de ida de la Copa Libertadores ante Cruz Azul. Este fue su único partido oficial en Central, ya que la temporada siguiente pasó a Almirante Brown de Arrecifes, en laPrimera B Nacional. Más adelante se afincó en Piamonte, jugando para Atlético de esa ciudad, en la Liga Departamental de fútbol San Martín, en la provincia de Santa Fe, hasta 2016.

## Clubes
| Club                        | País      | Año       |
| --------------------------- | --------- | --------- |
| Rosario Central             | Argentina | 2001      |
| Almirante Brown (Arrecifes) | Argentina | 2001-2002 |
| Atlético Piamonte           | Argentina | 2008-2016 |